# ラトローニコ
ラトローニコ（イタリア語: Latronico）は、イタリア共和国バジリカータ州ポテンツァ県にある、人口約4,400人の基礎自治体（コムーネ）。

## 地理

### 位置・広がり

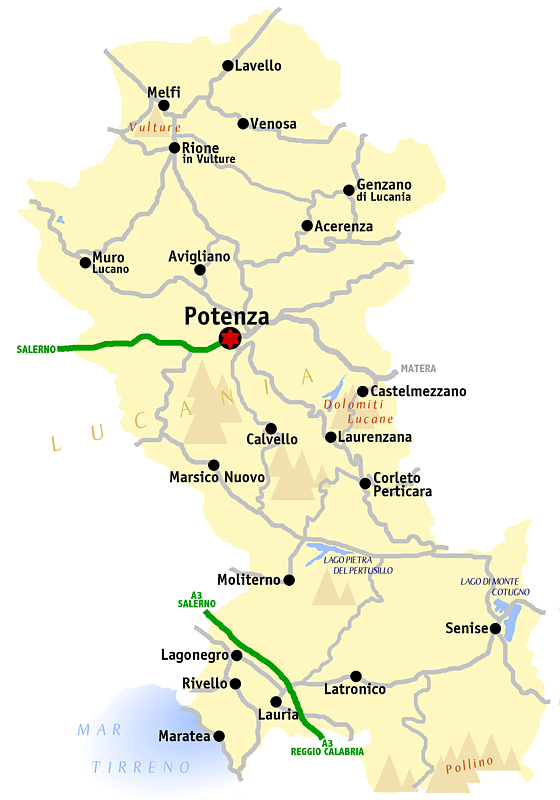
ポテンツァ県概略図

#### 隣接コムーネ
隣接するコムーネは以下の通り。
- カルボーネ
- カステッルッチョ・インフェリオーレ
- カステッルッチョ・スペリオーレ
- カステルサラチェーノ
- エピスコピーア
- ファルデッラ
- ラウリーア

## 行政

### 分離集落
ラトローニコには以下の分離集落（フラツィオーネ）がある。
- Agromonte Magnano, Agromonte Mileo, Calda, Cerri, Fraccia-Laghi, Iannazzo, Ischitelli, Lucarelli, Battista, Mastroluca, Masullo, Pargo, Pantoni, Perosa, Perricchio, Preti, Procoio, Serrone, Varrazzo, Santa Croce[